# Царичино
Царичино е село в Североизточна България. То се намира в община Балчик, област Добрич.

## География
Намира се в източната част на България в близост до Балчик.

## История
През 1940 година в селото се заселват бежанци от Северна Добруджа

## Население
Численост на населението според преброяванията през годините:
| \| Година на преброяване \| Численост \| \| --------------------- \| --------- \| \| 1934 \| 295 \| \| 1946 \| 341 \| \| 1956 \| 531 \| \| 1965 \| 504 \| \| 1975 \| 355 \| \| 1985 \| 235 \| \| 1992 \| 197 \| \| 2001 \| 206 \| \| 2011 \| 159 \| \| 2021 \| 158 \| |           |
| Година на преброяване | Численост |
| 1934 | 295       |
| 1946 | 341       |
| 1956 | 531       |
| 1965 | 504       |
| 1975 | 355       |
| 1985 | 235       |
| 1992 | 197       |
| 2001 | 206       |
| 2011 | 159       |
| 2021 | 158       |

### Етнически състав

#### Преброяване на населението през 2011 г.
Численост и дял на етническите групи според преброяването на населението през 2011 г.:
|                     | Численост | Дял (в %) |
| Общо                | 159       | 100.00    |
| Българи             | 130       | 81.76     |
| Турци               | 9         | 5.66      |
| Цигани              | –         | –         |
| Други               | ?         | ?         |
| Не се самоопределят | ?         | ?         |
| Неотговорили        | 1         | 0.62      |

## Религии
Повечето жители на селото изповядват християнството.
Черквата в селото е посветена на Светите апостоли Петър и Павел. Храмът е осветен на 22-ри юли 2018 година от ставрофорен иконом Иван Дойчев - архиерейски наместник на Добричка духовна околия.
Селото е част от Добричка духовна околия на Варненска и Великопреславска епархия на Българската православна църква.

## Други
Скоро в селото ще бъде построен параклис, който е по идея на кмета Румен Александров Георгиев – избран за втори мандат и отново „победил“ убедително Сийка.